# Shine (Years & Years)
"Shine" is een single van het Britse muziektrio Years & Years. De single kwam uit in juli 2015. het nummer is geschreven voor de nieuwe liefde van Olly Alexander.

## Videoclip
De videoclip speelt zich af in een huis waarin bovennatuurlijke dingen gebeuren. 

## Tracklijst
| Nr. | Titel | Duur |
| --- | ----- | ---- |
| 1.  | Shine | 4:41 |

## Hitnoteringen

### NederlandseSingle Top 100
| Hitnotering: 25-07-2015 t/m 29-08-2015 | Hitnotering: 25-07-2015 t/m 29-08-2015 | Hitnotering: 25-07-2015 t/m 29-08-2015 | Hitnotering: 25-07-2015 t/m 29-08-2015 | Hitnotering: 25-07-2015 t/m 29-08-2015 | Hitnotering: 25-07-2015 t/m 29-08-2015 | Hitnotering: 25-07-2015 t/m 29-08-2015 | Hitnotering: 25-07-2015 t/m 29-08-2015 | Hitnotering: 25-07-2015 t/m 29-08-2015 | Hitnotering: 25-07-2015 t/m 29-08-2015 | Hitnotering: 25-07-2015 t/m 29-08-2015 | Hitnotering: 25-07-2015 t/m 29-08-2015 | Hitnotering: 25-07-2015 t/m 29-08-2015 | Hitnotering: 25-07-2015 t/m 29-08-2015 | Hitnotering: 25-07-2015 t/m 29-08-2015 | Hitnotering: 25-07-2015 t/m 29-08-2015 | Hitnotering: 25-07-2015 t/m 29-08-2015 | Hitnotering: 25-07-2015 t/m 29-08-2015 | Hitnotering: 25-07-2015 t/m 29-08-2015 | Hitnotering: 25-07-2015 t/m 29-08-2015 | Hitnotering: 25-07-2015 t/m 29-08-2015 |
| Week:                                  | 1                                      | 2                                      | 3                                      | 4                                      | 5                                      | 6                                      | 7                                      | 8                                      | 9                                      | 10                                     | 11                                     | 12                                     | 13                                     | 14                                     | 15                                     | 16                                     | 17                                     | 18                                     | 19                                     | 20                                     |
| -------------------------------------- | -------------------------------------- | -------------------------------------- | -------------------------------------- | -------------------------------------- | -------------------------------------- | -------------------------------------- | -------------------------------------- | -------------------------------------- | -------------------------------------- | -------------------------------------- | -------------------------------------- | -------------------------------------- | -------------------------------------- | -------------------------------------- | -------------------------------------- | -------------------------------------- | -------------------------------------- | -------------------------------------- | -------------------------------------- | -------------------------------------- |
| Positie:                               | 95                                     | 78                                     | 80                                     | 77                                     | 83                                     | 92                                     |                                        |                                        |                                        |                                        |                                        |                                        |                                        |                                        |                                        |                                        |                                        |                                        |                                        |                                        |